# Braniskopass
Der Braniskopass (slowakisch priesmyk Branisko, deutsch selten auch Purzelgrund, ungarisch Branyiszkó szoros, im Volksmund auch Chvalabohu – dt. wörtlich „Gottseidank“) ist ein Gebirgspass im Osten der Slowakei. Er überquert das Gebirge Branisko und liegt auf dem Weg von Poprad nach Prešov, zwischen den Regionen Zips und Šariš. Auf der Passhöhe gibt es einen guten Blick nach Zips (Zipser Burg, Spišské Podhradie), bei gutem Wetter kann auch die Hohe Tatra gesehen werden. Das Gebiet um die Passhöhe ist zwischen den Gemeinden Korytné und Poľanovce geteilt.
Am 5. Februar 1849 fand im Zuge der Revolutionen von 1848/49 auf dem Pass eine Schlacht zwischen den kaiserlichen Truppen und den ungarischen Honvéden statt, aus der die Honvéden siegreich hervorgingen.
Die Straße über den Pass war insbesondere wegen Serpentinen auf der Westrampe ein Hindernis für den Verkehr. 2003 wurde sie durch den (momentan nur einröhrigen) Branisko-Tunnel im Zuge der Autobahn D1 ersetzt.